# Projekt Warszawiak
Projekt Warszawiak – projekt muzyczny utworzony przez aktora Łukasza Garlickiego, autora tekstów Jacka Jędrasika i reżysera dźwięku Szymona Orfina, celem złożenia hołdu ludziom nadającym niegdyś smak czy tworzącym klimat Warszawy. Artyści wykonują w nowych interpretacjach stare miejskie przeboje stolicy.
Grupa otrzymała nominację do Fryderyków 2012 w kategorii Fonograficzny Debiut Roku.
Ich teledysk do utworu „Nie ma cwaniaka nad Warszawiaka”, opartego na piosence Stanisława Grzesiuka, uznano za fenomen, cieszył się popularnością w Internecie. Wideoklip zrealizowany przez Krzysztofa Skoniecznego i Marcina Starzeckiego zdobył Grand Prix festiwalu Yach Film 2011.

## Dyskografia
| Rok  | Tytuł                                                                    | Pozycja na liście |
| Rok  | Tytuł                                                                    | POL               |
| ---- | ------------------------------------------------------------------------ | ----------------- |
| 2011 | Projekt Warszawiak - Data: 11 kwietnia 2011 - Wydawca: Mystic Production | 9                 |